# Colobopsis explodens
A formiga-explosiva (Colobopsis explodens) é uma formiga das florestas de Bornéu. Quando está sob ataque de outros insetos, ela é capaz de explodir suas “tripas” sobre os inimigos. Acontece que, para proteger a colónia, elas não só mordem o invasor como também são capazes de flexionar suas partes traseiras até que seu abdómen exploda. Assim, elas liberam uma secreção amarela e gosmenta — e com cheiro de caril — sobre os outros insetos que pode retardar o avanço dos invasores ou até mesmo matá-los.